# Cucullia florea
Cucullia florea là một loài bướm đêm trong họ Noctuidae.